# باسندین، استرالیا غربی
باسندین (به انگلیسی: Bassendean) یک منطقهٔ مسکونی در استرالیا است که در استرالیای غربی واقع شده‌است.